# Kieran Conry
Kieran Thomas Conry, né le 1er février 1951 à Coventry, est un prélat catholique britannique qui est évêque d'Arundel et Brighton de 2001 jusqu'à sa démission en 2014,. 

## Biographie
Kieran Conry est élève à l'école primaire catholique All Souls de Coventry, puis au Cotton College (petit séminaire) du Staffordshire du Nord et poursuit ses études en vue de la prêtrise au collège anglais de Rome.
Il suit les cours de l'université pontificale grégorienne, obtenant son titre de bachelier en philosophie et de STB. Il est ordonné en 1975 à l'église de Tous-les-Saints de Coventry par George Dwyer (en) de Birmingham.
En 1976, Kieran Conry retourne au Cotton College pour enseigner la littérature anglaise et l'instruction religieuse. En 1980, il devient secrétaire privé du délégué apostolique  (pro-nonce à partir de 1982), Bruno Heim, puis de son successeur, Luigi Barbarito. Il est nommé chapelain de Sa Sainteté en 1984.

### Ministère pastoral
En 1988, Conry retourne à l'archidiocèse de Birmingham en tant que prêtre de paroisse à Leek, dans le Staffordshire. Il est nommé  administrateur de la cathédrale Saint-Chad en 1990, juste avant son 150e anniversaire l'année suivante.
De 1988 à 1993, Kieran Conry est membre de la Conférence nationale des prêtres, et en est vice-président de 1992 à 1993. Il est aussi président des églises du centre de Birmingham de 1992 à 1993. De 1993 à 2000, il est impliqué dans la formation des conseillers pour le soin au mariage catholique.

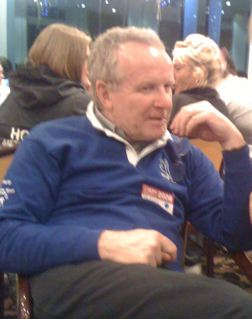
Kieran Conry en 2008.

Du début de l'année 1994 à 2001, Conry est directeur du Bureau des médias catholiques à Londres qui est le bureau de presse de la Conférence des évêques d'Angleterre et du Pays de Galles. Il est aussi rédacteur en chef de Briefing, journal officiel des évêques. En janvier 2001, il retourne à l'archidiocèse de Birmingham comme curé de la paroisse Saint-Austin de Stafford.
Le 8 mai 2001, Conry est nommé évêque d'Arundel et Brighton par le pape Jean-Paul II. Il est consacré le 9 juin 2001 à la cathédrale d'Arundel. Sa devise est alors Parate viam Domini.

### Démission
Le 27 septembre 2014, Conry annonce sa démission en tant qu'évêque d'Arundel et Brighton avec effet immédiat pour « avoir été infidèle à [ses] promesses en tant que prêtre catholique » et avoir « fait honte » au diocèse et à l'Église. Il demande la prière et le pardon dans sa déclaration,. Sa démission est provoquée par le fait que la presse venait de révéler sa liaison avec une femme mariée. Le pape François accepte sa démission le  4 octobre 2014. Richard Moth lui succède.

## Position concernant les couples de même sexe
Concernant les partenariats civils, l'évêque note que l'Église n'est pas hostile à ce genre de partenariats, car ils confèrent une certaine protection aux couples, même homosexuels, notamment en ce qui concerne l'héritage. Cependant il admet que l'utilisation du terme « mariage » ne devrait s'appliquer qu'entre un homme et une femme.